# Iria lethierryi
Iria lethierryi är en insektsart som beskrevs av William D. Funkhouser. Iria lethierryi ingår i släktet Iria och familjen hornstritar. Inga underarter finns listade i Catalogue of Life.